# Tiridates II van Parthië
Tiridates II was een tegenkoning die met tussenpozen heerste over een deel van het rijk van de Parthen van 30 v.Chr. tot 25 v.Chr..
Tiridates behoorde vermoedelijk niet tot de Parthische koningsdynastie van de Arsaciden. Mogelijk was hij een legeraanvoerder uit het Parthische leger. Rond 30 v.Chr. ontketende hij een opstand tegen Phraates IV en liet hij zich uitroepen als koning van de Parthen. Phraates IV werd in het nauw gedwongen en hield nog slechts een klein gebied in het noorden van Parthië over. Met hulp van de Skythen wist hij van daaruit Parthië weer te heroveren. Hij kon echter niet voorkomen dat Tiridates een van zijn zoons gevangennam. Tiridates vluchtte vervolgens naar Syrië, waar hij hulp zocht bij Octavianus. De zoon van Phraates leverde hij als gevangene aan Octavianus uit. Octavianus liet op Phraates' verzoek de jongen terugkeren naar Parthië. Hij weigerde echter Tiridates uit te leveren.
In 26 v.Chr. slaagde Tiridates er met Romeinse hulp in opnieuw een deel van Parthië te veroveren, tot aan Babylonië aan toe. Daar liet hij in maart 26 v.Chr. munten slaan, waarop hij zichzelf als ΦΙΛΟΡΩΜΑΙΟΥ 'vriend van de Romeinen' aanduidde. Het jaar daarop rekende Phraates echter definitief met hem af. Of Tiridates daarbij werd gedood of dat hij Parthië opnieuw is ontvlucht is niet duidelijk. In ieder geval verdwijnt hij vanaf dat moment uit de geschiedschrijving.

## Antieke bronnen
- Marcus Junianus Justinus, Epitome XLII, 5 (gebaseerd op de Historiae van Pompeius Trogus).
- Cassius Dio, 53,33
- Horatius, Carmina, 1, 26 (Engelse vertaling)